# Изгубената чест на Катарина Блум
„Изгубената чест на Катарина Блум“ (на немски: Die verlorene Ehre der Katharina Blum) е роман на германския писател Хайнрих Бьол, публикуван през 1974 година.
Основната му тема е сензационализмът на таблоидната журналистика в чувствителната обществена атмосфера на левия тероризъм в Западна Германия през 70-те години на XX век. В центъра на сюжета е жена, която има кратка връзка с мъж, който се оказва престъпник, след което животът ѝ е разрушен от последвалото полицейско разследване и агресивността на репортер от жълт вестник.
Романът е филмиран през 1975 година от Фолкер Шльондорф и Маргарете фон Трота и отново в Съединените щати през 1984 година от Саймън Лангтън.
„Изгубената чест на Катарина Блум“ е издаден за пръв път на български през 1987 година в превод на Любомир Илиев.